# 聖貝爾納多 (納里尼奧省)

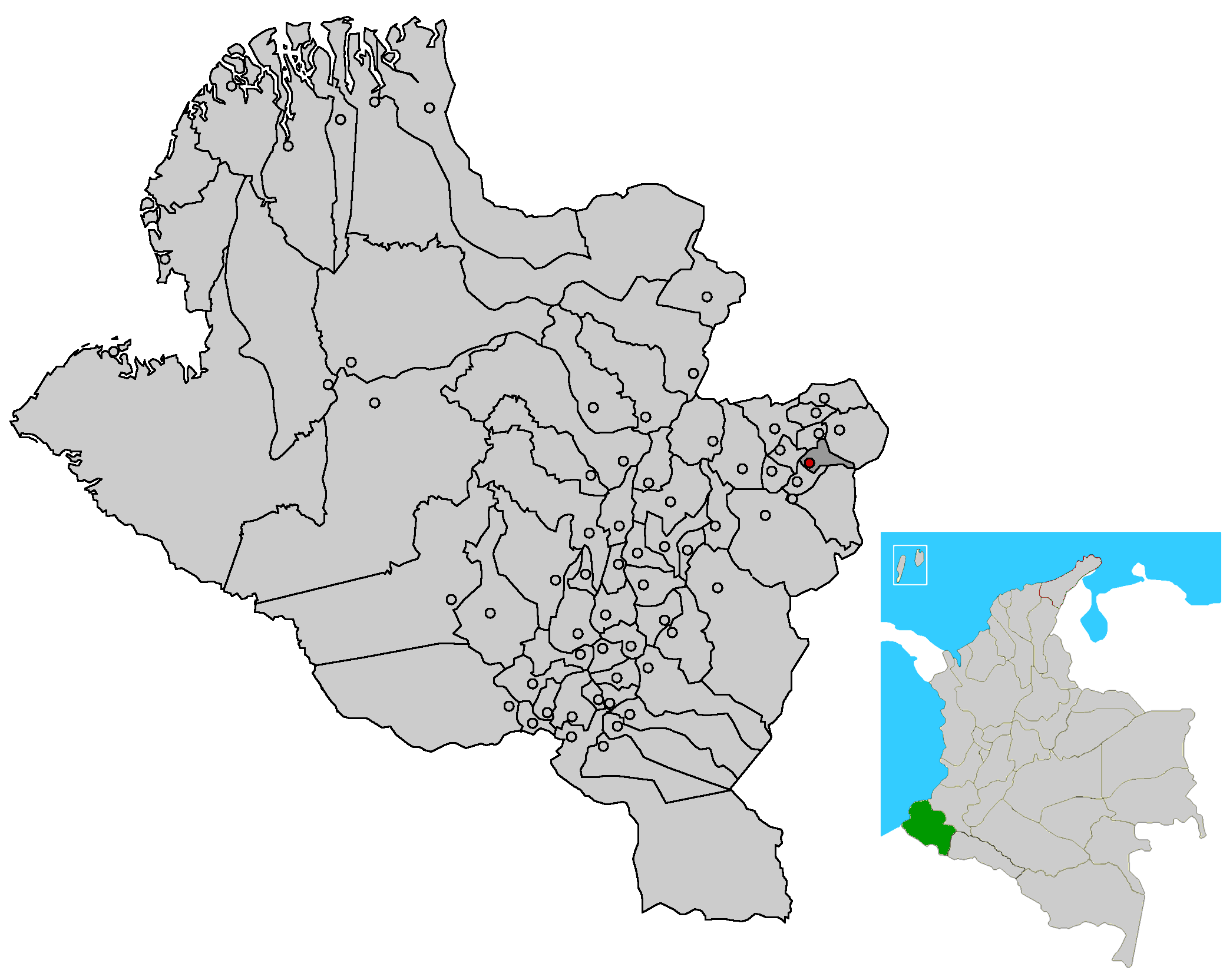

聖貝爾納多是哥倫比亞的城鎮，位於該國西南部，由納里尼奧省負責管轄，距離首府帕斯托75公里，始建於十九世紀晚期，面積70平方公里，海拔高度2,259米，2005年人口14,487。
1°30′59″N 77°02′48″W / 1.51639°N 77.0467°W